# Gyldenstolpia planaltensis
Gyldenstolpia planaltensis és una espècie de mamífer rosegador en la família dels cricètids. És endèmic del Brasil, on pot ser trobat a l'estat de Mato Grosso i el Districte Federal. Tradicionalment era considerat un sinònim de Kunsia fronto, però fou elevat a la categoria d'espècie distinta el 2008. Igual que el seu congènere, G. fronto, és un animal molt rar.